# Zygiella minima
Espèce
Synonymes
- Zygiella x-notata minima Schmidt, 1968
- Zygiella canariensis Schmidt, 1977

Zygiella minima est une espèce d'araignées aranéomorphes de la famille des Araneidae.

## Distribution
Cette espèce se rencontre en Espagne aux îles Canaries et au Portugal à Madère.

## Description
La femelle décrite par Levi en 1974 mesure 3 mm.

## Systématique et taxinomie
Cette espèce a été décrite sous le protonyme Zygiella x-notata minima par Schmidt en 1968. Elle est élevée au rang d'espèce par Levi en 1974.
Zygiella canariensis a été placée en synonymie par Wunderlich en 1987.

## Publication originale
- Schmidt, 1968 : « Zur Spinnenfauna von Teneriffa. » Zoologische Beiträge, N.F., vol. 14, p. 387-425.